# Gerardo Panero
Gerardo Panero (28 de marzo de 1980, Chivilcoy, Provincia de Buenos Aires, Argentina
) es un sonidista y director de cine.

## Carrera profesional
Panero dirigió Buscando la sombra del pasado (2004), un filme documental donde investiga qué había ocurrido con la película La sombra del pasado cuyas únicas copias existentes se han perdido al parecer en un incendio, y que fuera dirigido por Ignacio Tankel. La película fue filmada en Chivilcoy entre agosto y diciembre de 1946 según el guion elaborado por el mismo Tankel junto con Julio Cortázar, quien entre 1939 y 1944 vivió en esa ciudad, en cuya Escuela Normal daba clases como profesor de literatura.Varios de los actores eran oriundos de Chivilcoy.
Panero utilizó los testimonios de partícipes y testigos para procurar reconstruir todo lo referente al filme, desde su concepción ideal hasta su destino incierto. El documental participó por invitación en la muestra Presencias, fue proyectado en la Feria del Libro de Chajarí (provincia de Entre Ríos y obtuvo el premio especial "Mártires del puente Pueyrredón", otorgado al director en el 1° Festival Jóvenes Documentalistas, segmento del 1° Festival Latinoamericano del Documental. 
Gerardo Panero guionó y dirigió el filme documental La revelación de nosotros mismos (2008) sobre la vida de la actriz Camila Quiroga, a partir de una breve autobiografía publicada en una revista en 1943. Utilizando testimonios de historiadores, parientes y algunos actores que la conocieron y trabajaron con ella, desarrolla la vida de la actriz, la ubica en su época y reflexiona sobre sus rasgos como intérprete así como la relación de estos con las circunstancias artísticas, sociales y políticas que le tocó vivir. El crítico Ernesto Schoo opinó que el filme:

”es el testimonio apasionante -y poco conocido hoy por sus compatriotas- de una existencia consagrada al teatro: sobre todo, a difundir el escrito en la Argentina y en Latinoamérica…(pues) si bien cultivó un selecto repertorio universal, privilegió las obras de los dramaturgos locales que iba encontrando a lo largo del viaje, premiándolos en concursos que incluían la representación.”

Otro documental dirigido por Panero es Chivilcoy, la fundación de un pasado (2011) sobre el guion del escritor y sociólogo Hernán Ronsino basada en los relatos de Mauricio Biravent en el libro El Pueblo de Sarmiento, publicado en 1938. El guion ganó un concurso organizado por el INCAA y la Universidad Nacional de General San Martín lo que le brindó la financiación del proyecto y la presentación del filme a nivel nacional, en un canal de la TV Digital. En una entrevista realizada rn Radio Chivilcoy, Panero declaró:

”La idea es mostrar cómo el libro aplica la matriz sarmientina de civilización y barbarie. Por ejemplo, Birabent no menciona que el partido fue fundado por el caudillo federal Juan Manuel de Rosas. También se refiere despectivamente hacia los habitantes mapuches.”

## Filmografía
Sonido
- Schafhaus, casa de ovejas (2011)
- La noche del florero (2010)
- Die Tränen meiner Mutter (2008)
- El azul del cielo (2007)
- Nella pancia del piróscafo (2006)
- Paraíso, paraíso (2006)
- Garúa (2005)
- El leñador (2005)
- Oro nazi en Argentina (2004)
- Soy tu aventura (2003)

Operador de micrófono
- Desbordar (2010)
- Ningún amor es perfecto (2010)
- Gigantes de Valdés (2008)
- Ese mismo loco afán (2007)
- Chicas rollinga (2003)

Asistente de sonido
- El salto de Christian (2007)

Grabador de sonido
- La mirada de Clara (2006)

Director
- Plan para Buenos Aires (2022)
- Sin Diferencias (2021)
- Capacidades (2020)
- Amancio Williams (2013)
- La revelación de nosotros mismos (2008)
- Buscando la sombra del pasado (2004)
- Fueye puro (2002)

Guionista
- La revelación de nosotros mismos (2008)

Productor
- La revelación de nosotros mismos (2008)

## Televisión
Director
- Chivilcoy, la fundación de un pasado (2011)

Sonido
- El abrazo, la vie est un tango (2005)